# Clearco
Clearco (griego: Κλέαρχος), hijo de Ramfias, fue un general y mercenario espartano.
Nacido hacia mediados del siglo V a. C., Clearco fue enviado con una flota al Helesponto en 411 a. C. y se convirtió en gobernador de Bizancio, en cuya ciudad era el próxeno. Sin embargo, su severidad lo volvió poco popular y, durante su ausencia, la ciudad abrió sus puertas al ejército ateniense al mando de Alcibíades que se encontraba sitiándola (409 a. C.).
Posteriormente fue elegido por los éforos para aplacar las riñas políticas que en ese momento plagaban Bizancio. Para proteger a la ciudad y las colonias griegas vecinas de los ataques tracios, se autoproclamó tirano de Bizancio y luego, cuando fue declarado un proscrito y un destacamento espartano lo alejó de la ciudad, huyó junto a Ciro.
Durante la Expedición de los Diez Mil encabezada por Ciro para destronar a su hermano Artajerjes Memnón, Clearco lideró a la delegación peloponesia del ejército de los Diez Mil, quienes conformaron el flanco derecho del ejército de Ciro en la batalla de Cunaxa (401 a. C.). Tras la muerte de Ciro, Clearco asumió la comandancia y dirigió la retirada hasta que Tisafernes lo capturó en forma traicionera junto con sus compañeros generales. Fue entregado a Artajerjes y ejecutado.